# 希特勒歸謬法

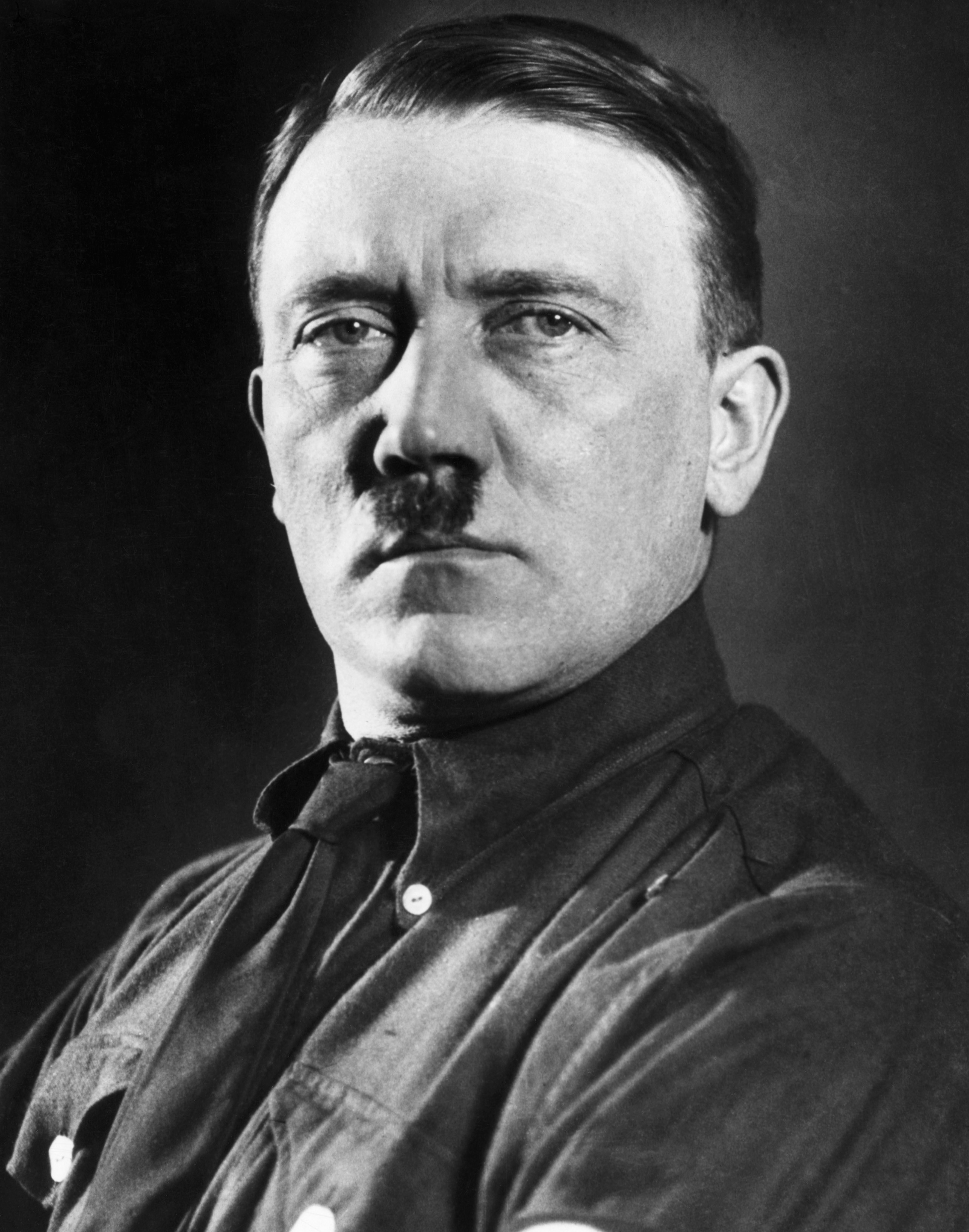
纳粹德国独裁统治者（1933-1945）阿道夫·希特勒

希特勒歸謬法（拉丁語：Reductio ad Hitlerum），或發纳粹卡（英語：playing the Nazi card）、納粹黨論證法（Argumentum ad Nazium），是一種逻辑謬誤，係宣稱某個像希特勒或纳粹党般被宣傳為「邪惡」的人或團體也支持某主張，因此該主張無效。
“希特勒归谬法”一词由列奥·施特劳斯于1953年提出，其拉丁語：来源于逻辑学上的归谬法。施特劳斯认为希特勒归谬法犯了诉诸人身、诉诸怜悯、不相干谬误与罪恶关联的谬误。使用该话术的主要目的是干扰并激怒辩论对手，从而破坏或转移辩论话题。

## 定义
希特勒归谬法是一种关联谬误。该话术通过宣称某主张与希特勒或纳粹德国的主张类似，从而“证明”该主张不应被采纳。例如，通过引用希特勒是素食主义者来论证素食主义是错误的，或通过引用纳粹德国禁烟运动来论证不应禁烟，就犯了该谬误。
希特勒归谬法的目的是为了转移辩论话题或制造逻辑干扰。如果某论证引用与纳粹有关的历史事件的目的是为了加强论据而非制造干扰，就不能说是希特勒归谬法。例如，通过引用其在纳粹主义中的地位以批判领袖原则，就不能说是犯了该谬误。

## 历史
一词最早是由芝加哥大学的列奥·施特劳斯教授于1951年发表在《Measure: A Critical Journal》杂志上的一篇文章中使用的。不过真正令该用于为人所知的则是他在1953年出版的一本书《Natural Right and History》的第二章节：

In following this movement towards its end we shall inevitably reach a point beyond which the scene is darkened by the shadow of Hitler. Unfortunately, it does not go without saying that in our examination we must avoid the fallacy that in the last decades has frequently been used as a substitute for the : the . A view is not refuted by the fact that it happens to have been shared by Hitler.

在追溯这一思想直至其终点的过程中，我们终将不可避免地抵达某个临界点——越过此界，历史景象便不可避免地被希特勒的阴影所笼罩。但我不幸不得不再次强调的是，我们的审视绝不能陷入一种近几十年来常被滥用的伪逻辑陷阱，它假借归谬法（reductio ad absurdum）之名，却行"归希特勒谬误"（reductio ad Hitlerum）之实：不能仅因某个观点恰巧曾被希特勒认同，就认定它已被驳倒。

## 历史上的前身
尽管这一逻辑谬误以希特勒之名命名，但其本质在二战前便已存在。历史上不乏其他被用作“邪恶化身”的替代符号。作家汤姆·霍兰（Tom Holland）指出，将希特勒树立为邪恶标杆的做法，实则延续了早期以魔鬼为罪恶象征的传统（例如"与魔鬼交易"的修辞）。在18世纪至20世纪初，《出埃及记》中的法老曾被普遍视为史上最恶之人。美国内战前夕，废奴主义者将奴隶主比作"当代法老"；即便在二战欧洲胜利日之后，法老意象仍活跃于社会改革者的演说中——马丁·路德·金就曾借此隐喻种族压迫。加略人犹大与本丢·彼拉多同样常被塑造成纯粹恶意的化身。不过，当时尚未出现如希特勒般全球通行的罪恶符号，不同时代与地域各有其替代图腾：美国独立战争后，英王乔治三世在新生共和国语境中被妖魔化；1992年总统竞选期间，帕特·布坎南（Pat Buchanan）甚至公开将老布什总统称为"乔治国王"，重演这一历史类比。而在南北战争时期，南方邦联支持者则斥责林肯为"现代法老"。

## 外部連結
- （英文）Logical Fallacy: The Hitler Card（页面存档备份，存于）